# Pont d'Épernay
Le Pont d'Épernay est un pont sur la Marne qui relie Magenta à Épernay.

## Histoire
Il y avait là un pont construit en 1567 en pierre de taille, il est rétabli en 1595 après le siège d'Epernay. De nouveau coupé en 1814 lors de la Campagne de France, il est démoli pour être reconstruit en 1820-1823 avec des arcs en pierre plus espacés et des remplissages en brique. Ses trottoirs sont élargis par des encorbellements. 

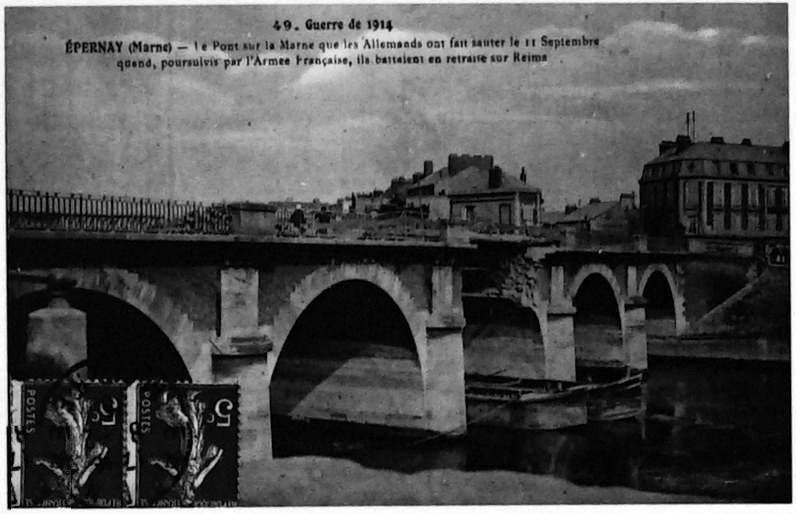
Endommagé par les allemands en retraite en septembre 1914.

Le pont est à nouveau coupé et reconstruit en 1944. 

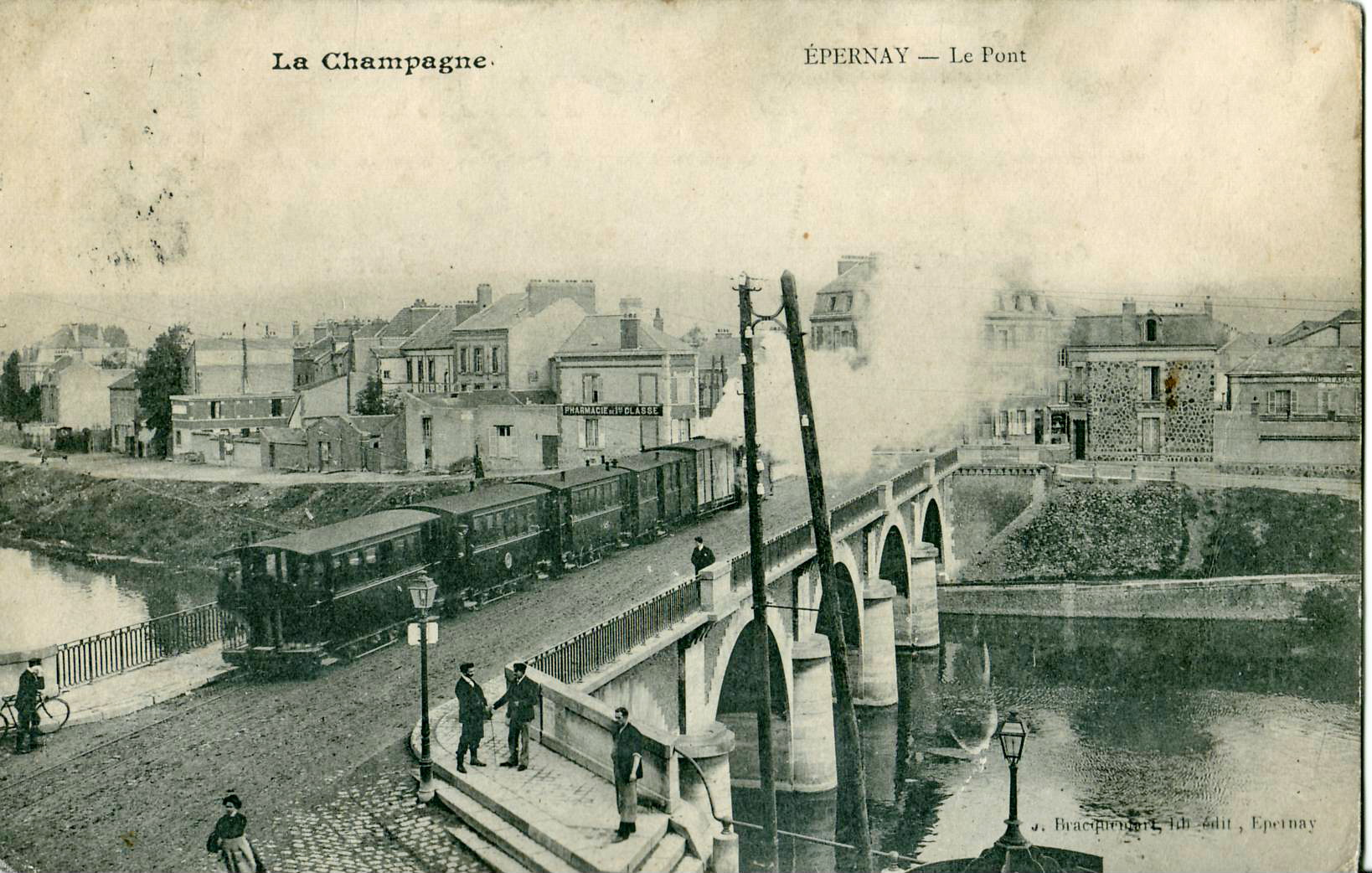
Passage du C.B.R au début du XXe siècle.

## Classement
Le pont est inscrit à l'inventaire des monuments historiques .